# Zusatzstoffverordnung
Die Verordnung des EDI über die in Lebensmitteln zulässigen Zusatzstoffe, kurz Zusatzstoffverordnung (ZuV), regelt als bundesgesetzliche schweizerische Verordnung die Zulassung, Kennzeichnung und Höchstmengen von Zusatzstoffen und Aromen zu Lebensmitteln.
Unter die ZuV fallen alle Zusatzstoffe und Aromen, unter anderem Farbstoffe, Konservierungsstoffe sowie Süßungsmittel und Antioxidantien.
Das Gesetz ist in der Systematischen Sammlung des Bundesrechts  der Schweiz im Kapitel 8 "Gesundheit – Arbeit – Soziale Sicherheit", 81 Gesundheit unter der Nummer SR 817.022.31 einsortiert.